# Jaume Espasell Anguera
Jaume Espasell Anguera (Reus, 6 de març del 1847 – Barcelona, 12 de febrer del 1892) va ser un sacerdot escolapi i mestre d'aritmètica.
Ingressa a l'Escola Pia el 1863, i va ser destinat a l'Escola Pia de Sant Antoni de Barcelona. El 1865 va anar a la casa d'estudis de l'orde a Moià i amb 20 anys, una altra vegada a Barcelona, va ser professor i es va encarregar de l'internat d'aquella escola, que reorganitzà amb eficàcia. Era mestre de matemàtiques, història, geografia, càlcul i Tenidoria de llibres de comerç. Publicà un manual d'aritmètica en dos parts molt utilitzat en les escoles del tombant de segle xx. D'ell, i del seu company i amic Josep Gispert Blai en va sorgir la iniciativa de construir un nou internat de fora de la ciutat per substituir el de Barcelona, creant-se el que posteriorment va ser l'Escola Pia de Sarrià.

## Obres
- Elementos de aritmética para uso de las Escuelas Pías, primera [--segunda] parte Barcelona: Niubó,1886-1891. Se'n van imprimir 4 edicions entre 1890 i 1895.[2]